# Altfinstermünz
Altfinstermünz är ett slott i Österrike.   Det ligger i distriktet Landeck och förbundslandet Tyrolen, i den västra delen av landet, 500 kilometer väster om huvudstaden Wien. Altfinstermünz ligger 1 344 meter över havet.
Terrängen runt Altfinstermünz är huvudsakligen bergig. Altfinstermünz ligger nere i en dal. Runt Altfinstermünz är det ganska glesbefolkat, med 23 invånare per kvadratkilometer.. Närmaste större samhälle är Pfunds, 6,3 kilometer nordost om Altfinstermünz. 
I omgivningarna runt Altfinstermünz växer i huvudsak blandskog.